# 共享密鑰
密码学上的共享密鑰（shared secret）是指用安全通訊傳輸，只有參與通訊的設備才知道的資料。一般是指對稱密鑰加密的密鑰。共享密鑰可能是認證密碼、passphrase、大數字，或是一串隨機選擇的陣列。
共享密鑰可能是參與通訊雙方事先分享的（稱為預共享密鑰），也可能是在通訊過程中透過密鑰合意協議，由雙方共同建立的，例如使用公开密钥加密（例如迪菲-赫爾曼密鑰交換）或是用對稱密鑰加密（例如Kerberos）。
共享密鑰可以用來認證（例如要遠端登入系統)，會使用像是挑戰應答認證的方式，或是提供給密钥派生函数，產生加密或是訊息鑑別碼用的密钥。
為了要讓對話金鑰不重複，共享密鑰可以再配合初始向量（IV），像是DUKPT就是一個例子。